# Otto de Lotharingia Inferioară
Otto (n. cca. 970–d. 1012) a fost duce de Lotharingia Inferioară de la 993 până la moarte.
Otto era fiul ducelui Carol de Lotharingia, fiu al regelui Ludovic al IV-lea al Franței, și al primei sale soții, o fiică a contelui Robert de Vermandois de Meaux și de Troyes.
Atunci când tatăl său a părăsit ducatul pentru a lupta contra lui Hugo Capet pentru tronul Franței în 987, Otto a devenit regent în Lotharingia Inferioară, pe când se pare că avea sub 12 ani. Carol a fost definitiv înfrânt în 991 și a murit doi ani mai târziu, fiind prizonier la Orléans. Otto a succedat ca duce loren cu drepturi depline. În 1002, la moartea împăratului Otto al III-lea, el a fost unul dintre nobilii loiali care i-au însoțit trupul din castelul Paterno în Italia până la Aachen. În conformitate cu Chronica lui Sigebert de Gembloux, Otto a murit în 1006, însă se pare că era încă în viață în 1012, atunci când contele Godefroi al II-lea de Verdun a succedat în ducatul lotharingian.
Soția sa nu este cunoscută, după cum nu se cunoaște nici să fi avut urmași.
Otto a fost ultimul descendent masculin legitim din Carol cel Mare și membru al dinastiei Carolingiene. Vărul său, Arnulf, arhiepiscop de Reims, era ilegitim. Conții de Vermandois erau doar descendenți indirecți ai lui Carol cel Mare, prin Bernard, rege al Italiei și fiu al lui Pepin de Italia. Astfel, Otto poate fi considerat ca ultimul Carolingian legitim, ceilalți provenind din ramuri colaterale sau ilegitime.